# Cromwell Fleetwood Varley

Cromwell Fleetwood Varley

Cromwell Fleetwood Varley (* 6. April 1828 in Kentish Town, London; † 2. September 1883 in Bexleyheath, Südengland) war ein britischer Elektroingenieur.
Er war das zweite von zehn Kindern des Malers Cornelius Varley. Ein Bruder war Samuel Alfred Varley (1832–1921).
Er ging 1846 zur neugegründeten Electric Telegraph Company, wo er 1852 Chefingenieur für den Londoner Bereich und 1861 Firmenchef wurde.
Er beschäftigte sich mit elektrischer Nachrichtenübertragung und erfand 1854 eine Doppelstrom-Verschlüsselung sowie ein dafür geeignetes Doppelstrom-Relais (vgl. Telegrafenrelais).
Nachdem 1858 das erste Transatlantikkabel brach, wurde er Mitglied des Untersuchungsausschusses.
Zur Kompensation der Selbstinduktion in Seekabeln schlug er Kondensatoren vor, was beim 1866 verlegten Transatlantikkabel verwirklicht wurde. Hierbei löste er Wildman Whitehouse als Chefelektriker der Kabelgesellschaft ab.
Als er von dieser Expedition zurückkehrte, hatte ihn seine Frau Ellen (geb. Rouse) zu Gunsten Ion Perdicaris verlassen und die Ehe wurde 1873 geschieden. Vier Jahre später heiratete er Heleanor Jessie.
Bekanntheit erlangte er mit der Varleyschen Brückenschaltung zur Fehlerortsbestimmung in Tiefseekabeln.
1870 erfand er den Cymaphen, einen Telegraphen, der Sprache übertragen konnte.
Er ging eine Partnerschaft mit William Thomson, 1. Baron Kelvin und Fleeming Jenkin zur Vermarktung ihrer telegraphischen Instrumente ein.